# Weiherkopf (Allgäuer Alpen)
Der Weiherkopf ist ein 1665 m ü. NHN hoher Berg der Hörnergruppe in den Allgäuer Alpen.

## Geographie

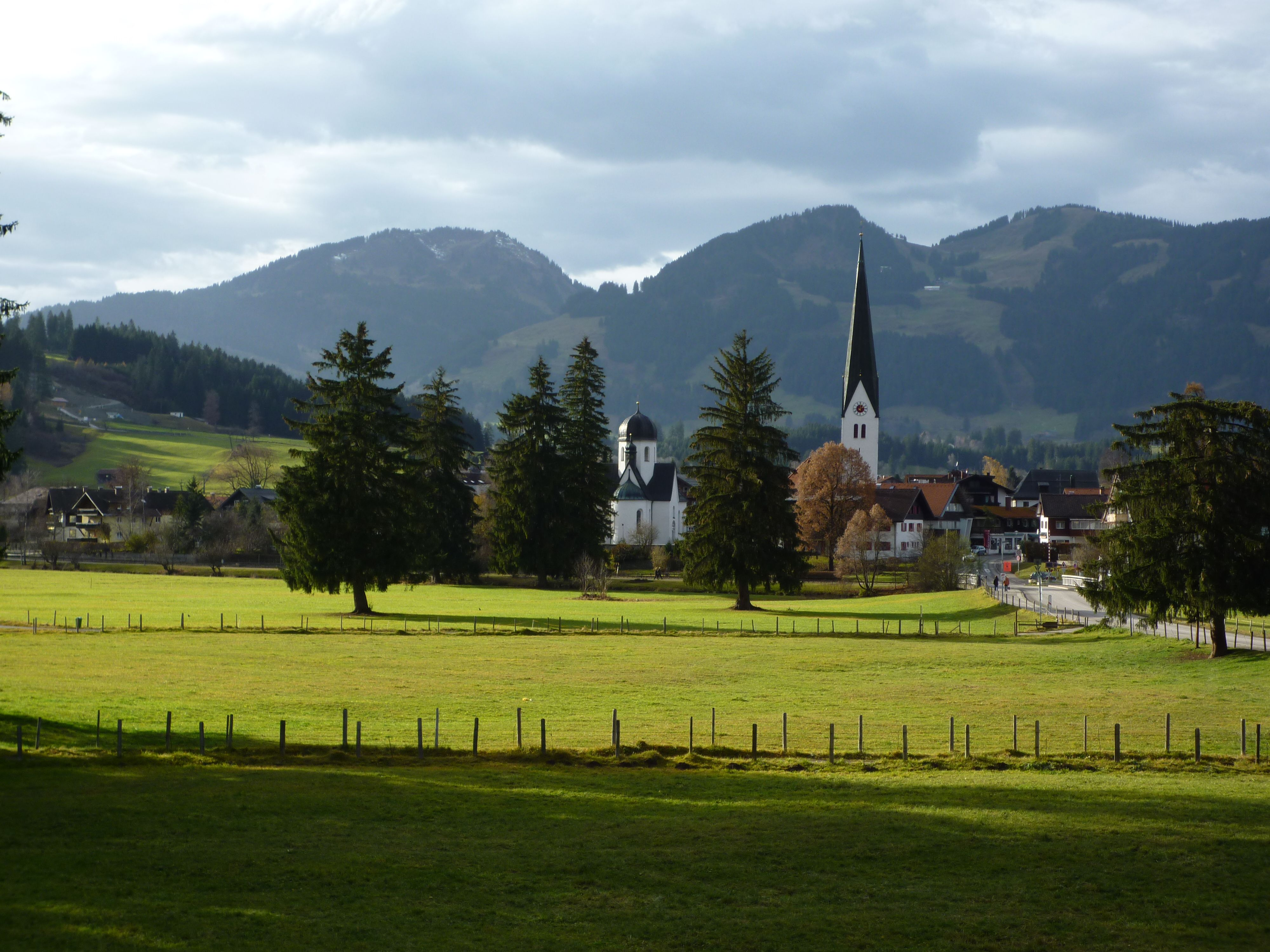
Der Weiherkopf, hier ganz rechts, eine Erhebung in der Hörnergruppe. Links davon über dem spitzen Kirchturm das Bolsterlanger Horn. Es ist dies eine Ansicht aus dem Illertal bei Fischen mit Blick nach Westen.

Der Gipfel befindet sich innerhalb des Naturparks Nagelfluhkette. Nördlich befindet sich Immenstadt, östlich Fischen im Allgäu. Im Südosten liegt Oberstdorf und westlich Balderschwang. Nahe Gipfel sind das Bolsterlanger Horn im Südwesten und das Rangiswanger Horn im Norden.

### Charakter
Der Weiherkopf ist ein „relativ mächtiger Gipfel, halb mit freien Weideflächen, halb mit Wald bedeckt“, der für seine umfassende Aussicht vom Grünten bis zum Großen Widderstein bekannt ist.

### Geschichte des Bergnamens

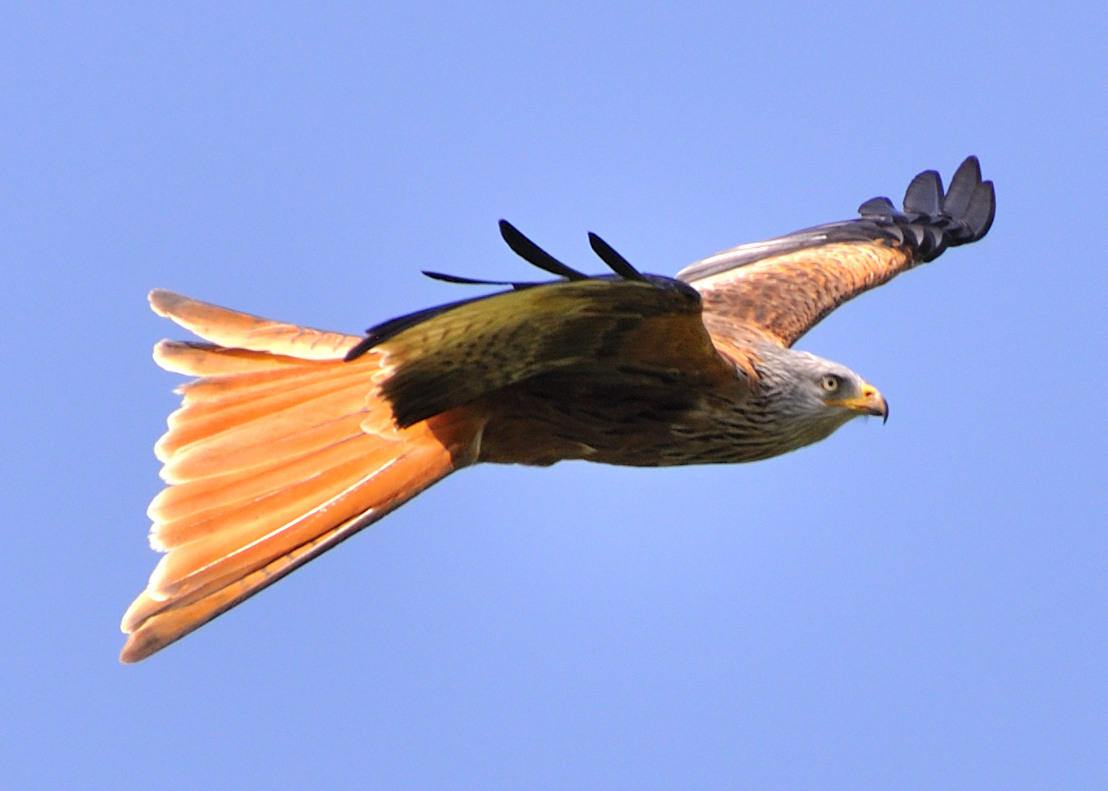
Der Weiherkopf als Weihenkopf verstanden wäre das Revier des Milvus Milvus, der Gabelweihe. Diese Namensherkunft des Berges mit Bezug zu dieser Greifvogelart kann aber nur vermutet werden, nachdem man dort oben einen Weiher vergeblich gesucht hat.

In Karten des 18. Jahrhunderts wird der Berg als Veier bezeichnet, in der Topographischen Karte von Fischen ab 1940 dann als Weiher Kopf. „Ein Weiher, auf den der Name vermutlich zurückgehen wird, konnte nicht mehr ermittelt werden“. Thaddäus Steiner hält es deshalb allerdings für gut denkbar, dass der Berg einst Weihenkopf geheißen haben könnte. „Diese Namensfügung würde bedeuten 'Kopf, an dem sich gerne Weihen aufhalten', z.B. Gabelweihen“. Gabelweihe ist ein alter Name für den Roten Milan.

## Tourismus und Erschließung

### Seilbahnen
Die Sechser-Gondelbahn Hörnerbahn mit zwei Abschnitten erschließt von Bolsterlang den Weiherkopf. Der erste Abschnitt der Bahn führt bis zur Mittelstation in 1350 m Höhe, dem Ausgangspunkt verschiedener Wanderwege rund um den Weiherkopf. Der zweite Abschnitt führt von der Mittelstation bis zum 1540 m hohen Horngrat zwischen dem Bolsterlanger Horn und dem Weiherkopf.
Im Sommer 2013 wurde der über 40 Jahre alte Weiherkopf-Schlepplift durch eine moderne kuppelbare 6-er Sesselbahn Weiherkopfbahn ersetzt.
Der Weiherkopf wird sowohl im Sommer als auch im Winter von Gleitschirmfliegern als Startplatz genutzt.

### Sommer
In der Sommersaison ist es möglich auf einen Panoramaweg zwischen den Gipfeln zu wandern. Ein Zwischenziel ist dabei der Weiherkopf. Der Hauptweg nennt sich Allgäuer Hörnertour, der im Winter ebenfalls begangen wird, dann aber nicht markiert und beschildert ist.

### Winter
In der Wintersaison ist es möglich, vom Gipfel auf einer FIS-Abfahrt und Slalomstrecke Ski und Snowboard zu fahren.
Auch für Tourenskigänger und Schneeschuhgänger ist das Revier um den Weiherkopf beliebt.